# Julien BriseBois
Julien BriseBois, född 24 januari 1977 i Greenfield Park, är en kanadensisk befattningshavare som är general manager för den amerikanska ishockeyorganisationen Tampa Bay Lightning i National Hockey League (NHL).
Han avlade en juristexamen vid Université de Montréal och en master of business administration vid John Molson School of Business.
BriseBois inledde sin yrkeskarriär med att arbeta som jurist inom sport vid advokatbyrån Heenan Blaikie LLP. 2001 fick han en anställning hos den kanadensiska ishockeyorganisationen Montreal Canadiens i NHL, där rollen var att vara deras chefsjurist. 2003 blev han befordrad till att vara chef för deras ishockeyverksamhet, fyra år senare fick han utökade arbetsuppgifter när han även blev general manager för deras primära samarbetspartner Hamilton Bulldogs i American Hockey League (AHL). 2010 blev han utnämnd till att vara assisterande general manager för Tampa Bay Lightning i NHL och vara general manager för Lightnings primära samarbetspartner Norfolk Admirals i AHL. 2012 avslutade Lightning sitt samarbete med Admirals och blev samarbetspartner istället med Syracuse Crunch i samma liga, BriseBois blev då general manager för dem. Den 11 september 2018 meddelade Lightnings general manager Steve Yzerman att han skulle avgå med omedelbar verkan och att BriseBois skulle efterträda honom. Yzerman skulle dock vara kvar inom organisationen och vara rådgivare åt BriseBois.